# 알곤킨인
알곤킨인(영어: Algonquin people)은 미국과 캐나다 국경 사이에 흩어져 사는 알곤킨 제족 가운데 한 민족이다. 알곤킨 제족이 모두 알곤킨인인 것은 아니다. 알곤킨인은 알그어족 알곤킨어파 중앙알곤킨어군의 알곤킨어를 구사했다. 이들은 언어적으로나 문화적으로나 오다와, 포타와토미, 오지브와, 미시소가, 니피싱 등의 민족들과 가까운 관계에 있었고, 비슷한 문화를 공유한 이들을 모두 아울러 아니시나베라고 한다. 
알곤킨인을 부르는 이름은 다양하게 많았는데, “강 하류의 사람들”이라는 뜻의 오마미위니니왁(Omàmiwininiwak), “물을 반쯤 건너서 사는 사람들”이라는 뜻의 아비티비위닉(Abitibiwinnik) 등이 있었고, 보다 일반화된 이름인 아니시나베(Anicinàpe)로 불리기도 했다.
유럽 백인들이 건너오면서 알곤킨인들은 다른 원주민들처럼 모피교역에 뛰어들었고, 그 결과 원주민 가운데 강대한 세력인 호디노쇼니 연맹(오늘날의 업스테이트 뉴욕)을 적으로 돌리게 되었다. 1570년, 알곤킨인들은 동쪽 바닷가의 인누인들과 동맹을 맺었다. 알곤킨인과 미시소가인은 니스위미슈코데위난 연맹에 가맹하지는 않았지만 그들과 긴밀한 관계를 유지했다. 그 밖에도 웬다트, 아베나키, 크리, 인누와 문화적으로 밀접하게 교류하였다.
오늘날 알곤킨인들은 대부분 캐나다 퀘벡주에 산다. 캐나다 정부가 인정한 알곤킨 부족이 퀘벡에 9개, 온타리오에 1개 있으며 10개 부족을 다 합쳐서 인구는 1만 7002 명이다. 